# Markus Büchel
Markus Büchel (14 de mayo de 1959 – 9 de julio de 2013) fue un político de Liechtenstein, Primer ministro de su país.

## Primer ministro de Liechtenstein
Estuvo en el cargo de mayo a diciembre de 1993. Él ganó las elecciones en 1993 como candidato del conservador FBP (Partido Cívico Progresista).

## Rol final
En el 2002, se desempeñó como Cónsul Honorario de Rusia en Liechtenstein.
Falleció en 2013, a la edad de 54. Le sobrevivieron su esposa Elena y su hijo David.